# The Veldt
The Veldt ist ein Lied des kanadischen Electro-House-Produzenten Deadmau5 in Zusammenarbeit mit Chris James. Es wurde erstmals am 30. April 2012 veröffentlicht. Auch eine EP wurde am 22. Juni 2012 veröffentlicht. Diese enthält neben dem Song Remixe von Freeform Five und Tommy Trash und Failbait von Deadmau5 feat. Cypress Hill. Der Tommy-Trash-Remix wurde Dezember 2012 für einen Grammy nominiert.

## Hintergründe
Der Song, der nach einer gleichnamigen Kurzgeschichte des im Juni 2012 verstorbenen Autors Ray Bradbury benannt ist, wurde ursprünglich während einer Live-Session im Studio am 18. März 2012 von Deadmau5 eingespielt. Chris James veröffentlichte auf SoundCloud eine Version, bei der er zum Instrumentalen seine Vocals sang. Via Twitter teilte er Deadmau5 davon mit, woraufhin dieser sichtlich begeistert mit „@ChrisJOffical DUDE... YOU FUCKING KIDDING ME???? god DAMN!“ reagierte. James nahm die weiteren Strophen auf und sendete sie Deadmau5, woraufhin er bekanntgab, dass die Aufnahmen bei ihm angekommen wären.
Am 20. April 2012 wurde der Titel zeitgleich auf dem Channel von Deadmau5 und dem von Ultra Records bei YouTube veröffentlicht. Der Radio Edit erschien am 7. Mai 2012. Am 17. Mai wurde schließlich der Remix von Tommy Trash, am 30. Mai der Remix von Freeform Five hochgeladen. Nach dem Tod Ray Bradburys am 5. Juni desselben Jahres twitterte Deadmau5, dass Bradbury mit seiner Arbeit viele Menschen berührt habe – und einige, von denen er es wohl nicht erwartet hätte, die erst durch den Song von ihm erfahren hätten.

## Musikvideo
Das offizielle Musikvideo wurde erstmals am 25. Juni 2012 auf dem YouTube-Channel von Deadmau5 und auf dem von Ultra Records veröffentlicht. Das Musikvideo erzählt Ray Bradburys Geschichte nach. Die beiden Kinder Peter und Wendy ziehen im Video durch die Steppen in Afrika in einer virtuellen Realität. Das Video, produziert von Warren Green in den Qudos Animations unter der Regie von Manroop Takhar, ist das erste Musikvideo von Deadmau5 seit Ghosts ’n’ Stuff 2009. Laut Deadmau5 hat es das Design Limbos.

## Kritiken
John Earls von Daily Star meint, dass der Song atmosphärisch, aber mit neun Minuten Länge etwas schleppend wäre. Er vergab sechs von zehn möglichen Punkten. Tina Karkinen von Owl Mag gab ein Review zur EP ab und meinte, dass es beim Einfallsreichtum von deadmau5 und seiner Fähigkeit, neue elektronische Musik zu produzieren, kein Wunder wäre, dass sein Kopf so groß ist.

## Kommerzieller Erfolg

### Chartplatzierungen
The Veldt konnte sich in der Schweizer Top 75 auf Platz 68 platzieren, was seine zweite Platzierung darstellt, zuvor produzierte er 2011 Happiness von Alexis Jordan mit und erreichte dort Platz 44. Daneben konnte das Lied unter anderem Platz 24 der kanadischen Charts und Platz 68 der britischen Charts erreichen.
| ChartsChartplatzierungen     | Höchstplatzierung | Wochen |
| ---------------------------- | ----------------- | ------ |
| Schweiz (IFPI)               | 68 (1 Wo.)        | 1      |
| Vereinigtes Königreich (OCC) | 68 (2 Wo.)        | 2      |

### Auszeichnungen für Musikverkäufe
| Land/Region | Auszeichnungen für Musikverkäufe (Land/Region, Auszeichnung, Verkäufe) | Verkäufe |
| ----------- | ---------------------------------------------------------------------- | -------- |
| Kanada (MC) | Platin                                                                 | 80.000   |
| Insgesamt   | 1× Platin ·                                                            | 80.000   |